# Chery Omoda 5
La Chery Omoda 5 (nome in codice XC) è una autovettura prodotta dal 2022 dalla casa automobilistica cinese Chery Automobile.

## Descrizione
La Omoda 5 è un crossover SUV dalle dimensioni compatte, presentato per la prima volta durante il salone di Guangzhou 2021. La produzione è iniziata nel febbraio 2022, per poi essere lanciato sul mercato cinese nel secondo trimestre del 2022.
L'interno dell'Omoda 5 si caratterizza per la presenza di due schermi digitali ad alta definizione da 10,25 pollici leggermente incurvati, dal quale si gestiscono le funzioni e informazioni di bordo della vettura come il climatizzatore o il sistema multimediale. Al lancio Omoda 5 è disponibile con un motore chiamato ACTECO TGDI, a quattro cilindri in linea alimentato a benzina da 1,6 litri sovralimentato mediante turbocompressore, dalla potenza di 197 CV e 290 Nm di coppia, abbinata a un cambio a doppia frizione a 7 rapporti e alla trazione anteriore. Successivamente è stata aggiunta alla gamma una motorizzazione alimentata da un propulsore da 1,5 litri sia in versione aspirata che turbo, quest'ultimo abbinato ad un sistema mild-hybrid a 48 Volt.
Nella primavera 2023 viene confermato il lancio in Europa ed in Italia entro la fine dell'anno, nella versione con motore benzina 1.6 TGDI. A fine 2024 è disponibile anche la versione elettrica Omoda 5 EV con potenza di 150 kW), batteria LFP da 61,1 kWh ed autonomia fino a 430 km.